# Porto Rossi
Porto Rossi (in precedenza detto anche porto di Caito) è un porticciolo turistico della città di Catania sito in corrispondenza della località di Caito, adiacente al deposito locomotive di Catania.

## Storia
Il porto, che si trova in corrispondenza della scogliera lavica, tra il Caito e l'Armisi, sulla quale sorgono gli impianti ferroviari principali della città di Catania sorse, poco per volta intorno agli anni sessanta, in seguito alla discarica a mare (allora possibile in mancanza di norme a tutela delle coste) del materiale roccioso di sbancamento proveniente dalle grandi opere pubbliche al tempo costruite. 
All'inizio si trattava di un semplice approdo per barche private approntato e promosso dal  titolare, il cavaliere Pietro Rossi , che lo ricavò da un'insenatura della scogliera rocciosa. Il nome Caito (in catanese 'u Càitu) è quello della località a poca distanza dalla quale sorgeva anche la fermata Gaito della ferrovia Circumetnea. Con l'andare del tempo venne creata una ciclopica diga in massi lavici a protezione; si è poi lentamente attrezzato di banchine, argani, gru di sollevamento, travel lift, rifornitori di combustile e di quanto necessario a dare assistenza, a pagamento, ai natanti. 
Il porto, della capienza di circa 300 posti in banchina, è gestito da privati.
Il porto si trova circa 1 miglio a nord del porto di Catania, è protetto da un molo e ha una banchina di circa 250 mt, oltre ad una decina di pontili galleggianti. Il fondale varia tra 1 e 5 metri di profondità ed è roccioso. L'ingresso avviene da sud-est.